# Spy Hunter (videojuego de 2001)
Spy Hunter es un videojuego de combate en vehículos. Es una remake y una secuela del juego arcade de 1983 del mismo nombre lanzado por primera vez para PlayStation 2 en 2001. Desde entonces, ha sido portado a  GameCube, Xbox, Game Boy Advance, Microsoft Windows, OS X y Tapwave Zodiac. En el juego, el jugador conduce el Interceptor G-6155, un vehículo espía avanzado y armado. A diferencia de la vista de arriba hacia abajo del original, la nueva versión se juega con una cámara de persecución, similar a un juego de carreras.

## Jugabilidad
El juego presenta variaciones del tema de Peter Gunn a lo largo del juego, incluidas las pantallas de menú y los niveles principales, así como una variación con letra llamada "The Spy Hunter Theme" de Saliva. Cada misión, de las cuales hay catorce (incluidos 2 niveles de entrenamiento), tiene un objetivo principal y una serie de objetivos secundarios. Hay una variedad de objetivos, aunque la jugabilidad es similar en todos los niveles: el jugador debe conducir disparando a vehículos enemigos, evitando civiles y destruyendo objetivos establecidos. Cada misión debe completarse dentro de un límite de tiempo. Los objetivos generalmente son destruir cosas como armas, equipos y torres de comunicaciones enemigas, evitar víctimas civiles, etiquetar cosas con dispositivos de rastreo, etc., aunque algunos objetivos que son un poco diferentes incluyen escapar de un almacén usando un trabant. dentro de un límite de tiempo ajustado, escoltando y protegiendo vehículos aliados e incluso persiguiendo y destruyendo un vehículo Interceptor robado.
El coche cuenta con las mismas armas que el juego de arcade original, aunque sólo las ametralladoras y la mancha de petróleo están disponibles al principio; la cortina de humo y los misiles se adquieren más tarde (en este juego, hay dos tipos de misiles: cohetes no guiados y misiles guiados). Las nuevas armas incluyen dispositivos de rastreo (en realidad no son un arma) y un lanzallamas, un cañón de riel, un lanzador EMP y un escáner de infrarrojos. También se desbloquean los cañones más grandes de 20 mm y luego los de 40 mm. La furgoneta de armas también regresa en este juego y presenta algunos de los mismos enemigos (incluido "Switch Blade" Plymouth Prowler que tiene cortadores de neumáticos, y el "Road Lord" Mack Superliner que no puede ser destruido con ametralladoras). El Interceptor tiene tres modos: automóvil, barco y motocicleta (el tercer modo es nuevo en este juego); el último modo aparece cuando la energía del Interceptor (en modo automóvil o barco) es críticamente baja. El juego también presenta un modo para dos jugadores, donde el jugador y un amigo pueden correr a través de cualquiera de las 14 misiones después de completarlas en el modo para un jugador. Algunas son carreras directas, mientras que otras requieren que los jugadores maten pollos o atraviesen íconos a lo largo del camino. Los jugadores también pueden destruirse entre sí, tras lo cual "reaparecen".

## Trama
La trama trata sobre Alec Sects, un piloto de F-15 que fue entrenado por el FBI, mientras intenta acabar con Nostra, una empresa internacional con sede en Israel que produce productos alimenticios, bioquímicos, genética, comercio electrónico y software para niños. . Daemon Curry, un hombre que se cree la figura mencionada en varias religiones (por ejemplo: el segundo cristo/anticristo y cree en las profecías de Nostradamus), es el fundador y líder. Para hacer frente a él, el IES crea un equipo llamado Spyhunter. Curry tiene motivos para creer que es la misma persona que lo detuvo en 1983 (Spy Hunter). Cuando intentaba poner en marcha su plan, envía todo lo que tiene tras él. El plan de Curry es utilizar cuatro armas EMP montadas en satélites, denominadas los Cuatro Jinetes, para detener toda la electricidad en el mundo, y luego planea gobernar. Originalmente, Alec realiza misiones ligeras, principalmente destrucción de propiedad de Nostra (como un vehículo creado a partir de Nostra y tecnología IES robada), pero Nostra secuestra la "Van de armas" y un Interceptor, y Alec se ve obligado a destruirlo. Finalmente, el G-6155 Interceptor recibe una actualización (y un cambio de pintura) respecto al G-6155 Interceptor II, completo con un lanzador EMP, un escáner y un tiempo de retraso Turbo más corto. Los planes de Nostra se vuelven más peligrosos y Alec se encuentra regresando a la mayoría de las bases anteriores de Nostra para misiones más intensas, como destruir armas de destrucción masiva. Más tarde, encuentra el cuartel general donde se encuentran los Cuatro Jinetes en Petra. Después de una reñida batalla, los Cuatro Jinetes se desactivan y explotan, mientras Alec escapa en el Interceptor II. Después de lanzarse en paracaídas desde la base del acantilado y aterrizar de manera segura en el suelo, se dirige hacia Rusia, preparando el escenario para SpyHunter 2. El destino de Curry nunca se muestra, pero lo más probable es que muera en la explosión ya que no se lo menciona entre los cabecillas de Nostra en la secuela.

## Desarrollo
La noticia de que el juego estaba en desarrollo surgió a finales de 1997. En ese momento, se titulaba "Spy Hunter Returns", su lanzamiento estaba previsto para finales de 1998 o principios de 1999, y tenía la Nintendo 64 como plataforma de destino. pero Midway ya tenía planes de presentar diferentes versiones del tema original de Peter Gunn a lo largo del juego.

## Recepción
En julio de 2006, la versión para PlayStation 2 de SpyHunter había vendido 900,000 copias y ganado 29 millones de dólares en Estados Unidos. Next Generation lo clasificó como el 64º juego más vendido lanzado para PlayStation 2, Xbox o GameCube entre enero de 2000 y julio de 2006 en ese país. Las ventas combinadas de consolas de juegos SpyHunter lanzados en la década de 2000 alcanzaron 1.6 millones de unidades en Estados Unidos en noviembre de 2003.
La versión de PlayStation 2 recibió críticas "favorables", mientras que el resto de las versiones de consola recibieron "críticas mixtas o promedio", según el sitio web de agregación de reseñas Metacritic.
Jeff Lundrigan reviewed the PlayStation 2 version of the game for Next Generation, rating it four stars out of five.
En Japón, Famitsu le dio a la versión de PS2 una puntuación de uno nueve, uno seis y dos ocho para un total de 31 sobre 40. Ryan Davis de GameSpot elogió la misma versión como una reinterpretación sólida de un clásico de los videojuegos con sus propios elementos, pero analizó el port de PC y notó los problemas con los gráficos y los controles en el juego. Avery Score del mismo sitio web le dio a la versión de Zodiac un 8.8 sobre 10, mientras que GameZone le dio a la versión de Zodiac un nueve sobre diez.